# فرودگاه تین سیتی ال. آر. آر. اس
فرودگاه تین سیتی ال. آر. آر. اس (به انگلیسی: Tin City LRRS Airport) یک فرودگاه نظامی بهره‌برداری هوایی با کد یاتا TNC است که یک باند فرود شن دارد و طول باند آن ۱۴۳۳ متر است. این فرودگاه در کشور ایالات متحده آمریکا قرار دارد و در ارتفاع ۸۲ متری از سطح دریا واقع شده است.